# امیرحسین خالقی
الگو:جعبه اطلاعات زندانی
امیرحسین خالقی حمیدی از فعالان محیط زیست و متخصص حفاظت از حیات وحش در ایران است. وی یکی از هشت فعال محیط زیستی بود که در سال ۱۳۹۶ توسط سازمان اطلاعات سپاه پاسداران انقلاب اسلامی بازداشت شد.

## زندگی و فعالیت حرفه‌ای
خالقی از سال ۱۳۸۰ در پروژه‌های متعددی در حوزهٔ حفاظت از حیات وحش ایران فعالیت داشته‌است. او که در ابتدا در حوزهٔ فناوری اطلاعات مشغول به کار بود، با انگیزه و علاقه‌ به طبیعت و حیات وحش، مسیر شغلی خود را تغییر داد و به تحصیل در رشتهٔ محیط زیست پرداخت.
تمرکز فعالیت‌های او بر حفاظت از پستانداران درشت‌جثه ایران، به‌ویژه پلنگ ایرانی و یوزپلنگ آسیایی بوده‌است. وی در پروژه‌های تحقیقاتی و حفاظتی متعددی در پارک ملی بمو و پارک ملی گلستان مشارکت داشته و با پروژه بین‌المللی حفاظت از یوز آسیایی نیز همکاری کرده‌است.
در سال‌های اخیر، خالقی تمرکز خود را بر تقویت پیوند میان جوامع محلی و حفاظت از طبیعت قرار داده‌است؛ موضوعی که تا پیش از آن کمتر در ایران مورد توجه قرار گرفته بود. در چارچوب این تلاش‌ها، با ارائهٔ طرح‌های معیشت جایگزین برای شکارچیان در پارک ملی گلستان و جابجایی آغل‌های دامداران از داخل زیستگاه‌های حساس در پارک ملی توران، گام‌های مؤثری در کاهش تعارض انسان و حیات وحش برداشته‌است.

## عضویت‌های علمی
از سال ۱۳۹۲، امیرحسین خالقی به دلیل فعالیت‌های برجسته‌اش در زمینهٔ حفاظت از یوز آسیایی و پلنگ ایرانی، به عضویت گروه متخصصان گربه‌سانان در اتحادیه بین‌المللی حفاظت از طبیعت (IUCN Cat Specialist Group) درآمد.

## بازداشت و آزادی
در دی‌ماه ۱۳۹۶، خالقی به همراه ۷ تن دیگر از همکارانش توسط نهادهای امنیتی بازداشت شد و به «جاسوسی تحت پوشش فعالیت محیط زیستی» متهم گردید؛ اتهامی که با واکنش منفی گسترده‌ای از سوی جامعه علمی و نهادهای بین‌المللی همراه بود.
وی به ۶ سال حبس تعزیری محکوم شد. در ۲۱ اردیبهشت ۱۴۰۳، در حالی که تنها چند روز از دوران محکومیتش باقی مانده بود، مشمول عفو رهبری قرار گرفت و آزاد شد.